# 5357 Sekiguchi
Az 5357 Sekiguchi a Naprendszer kisbolygóövében található aszteroida. Fudzsii Tecuja és Vatanabe Kazuró fedezte fel 1992. március 2-án.